# Мост Альберта (Лондон)
Мост Альберта (англ. Albert Bridge) — автомобильный мост через реку Темзу в Лондоне (Великобритания). Мост связывает район Челси в составе боро Кенсингтон и Челси на северном берегу Темзы с районом Баттерси в составе Уондсуэрта на противоположном берегу. Длина висячего моста составляет 216 м, ширина — 12,5 м. Мост был назван в честь принца Альберта Саксен-Кобург-Готского.

## История

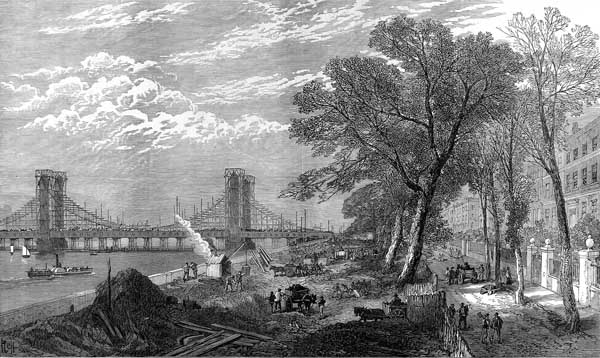
Строительство моста Альберта в 1873 году

Хотя Парламент Великобритании дал разрешение на строительство моста уже в 1864 году, строительство начались лишь в 1871 году, чтобы скоординировать работы с сооружением дороги вдоль реки. Главным инженером был назначен Роуланд Мейсон Ордиш, так как мост был построен по принципу, запатентованному Ордишем — канаты закреплены непосредственно на пилонах (вантовый мост). Строительство моста Альберта обошлось в 90 000 фунтов. Торжественное открытие моста состоялось 23 августа 1873 года.
Компании Albert Bridge Company помимо моста Альберта принадлежал и соседний мост Баттерси. Но расходы на содержание обоих мостов превышали доходы от использования. В 1878 году оба моста были куплены организацией Metropolitan Board of Works, которая через год отменила плату за проезд по мостам. В 1884 году под руководством Джозефа Базалджетта мост Альберта был обновлен и укреплен.
После Второй мировой войны выяснилось, что мост слишком слаб для новых средств передвижения. Когда Совет Лондонского графства (предшественник Совета Большого Лондона) решил снести мост Альберта, под руководством Джона Бетжемана прошла серия протестов против сноса. Протестующие добились успеха, мост Альберта был включен в список памятников Лондона. Чтобы избежать обвала моста, в 1973 году были укреплены фундаменты, середину моста поставили на дополнительные опоры, сменили дорожное покрытие на более легкое и ограничили максимальный вес транспорта до 2 тонн. Чтобы сделать мост более заметным для судов, проходящих по Темзе, мост Альберта был покрашен в светлые тона.